# Двопарусниця серпова
Двопарусниця серпова (Dichelyma falcatum) — вид мохів порядку гукеріальних (Hookeriales).

## Поширення
Ареал охоплює такі частини світу: Європа, Північна Америка, Азія.
Населяє скелі, основи дерев, коріння, в і вздовж струмків, вологі западини, від низьких до високих (60–3400 метрів).

## Характеристика
Рослини до 15 см, зелені, жовтуваті чи жовто-коричневі. Стебла з пазушними волосками 200–300 мкм. Листки сильно 3-рядні, зігнуто-розпростерті, ланцетні, 3–5 мм, середні стеблові листки 0.7–1.4 мм ушир; краї плоскі чи дуже вузько загнуті, цілі проксимально; верхівка гостра, загострена або шилоподібна. Коробочкові ніжки 10–15 мм. Коробочка від овальної до видовжено-циліндричної, 1–2 мм. Спори 12–14 мкм.